# 宜宾专区
宜宾专区，中国旧专区名，在今四川省，1950年1月置。
专署驻宜宾县，下辖十县：宜宾县、庆符县、南溪县、长宁县、江安县、兴文县、珙县、高县、筠连县、沐爱县。1951年，撤消沐爱县，另由宜宾县城区析置宜宾市（今宜宾市翠屏区），专署驻地改于此地。1952年，由川南行署區改属四川省。1960年，庆符县并入高县。同年，属泸州专区的纳溪县划入。1968年，宜宾专区改为宜宾地区。
1983年3月3日国务院《国函〔1983〕26号》撤消宜宾地区，宜宾市、泸州市升格为地级市；原宜宾地区9县划归宜宾市，叙永、古蔺等5县划归泸州市，1县划归自贡市。1983年9月9日国务院《国函〔1983〕188号》恢复宜宾地区，宜宾市仍为县级市，9县及叙永、古蔺2县划归宜宾地区。